# Hybanthus thiemei
Hybanthus thiemei (Donn.Sm.) C.V.Morton – gatunek roślin z rodziny fiołkowatych (Violaceae). Występuje naturalnie w Meksyku, Belize, Gwatemali, Salwadorze, Hondurasie, Nikaragui, Kostaryce oraz Panamie. 

## Morfologia
PokrójBylina dorastająca do 7–30 cm wysokości.
LiścieBlaszka liściowa ma eliptyczny kształt. Mierzy 4–6 cm długości, jest piłkowana na brzegu, ma ostrokątną lub klinową nasadę i ostry wierzchołek. Przylistki są równowąskie i osiągają 2–3 mm długości. Ogonek liściowy jest nagi.
KwiatyPojedyncze, wyrastające z kątów pędów.
OwoceTorebki mierzące 4 mm długości, o kształcie od kulistego do elipsoidalnego.

## Biologia i ekologia
Rośnie w lasach i zaroślach. Występuje na wysokości od 300 do 800 m n.p.m.